# بوروسيا دورتموند موسم 2025–26
موسم 2025–26 هو الموسم الـ117 في تاريخ بوروسيا دورتموند، والموسم الخمسين على التوالي للنادي في الدوري الألماني. بالإضافة إلى الدوري المحلي، سيشارك النادي في كأس ألمانيا، ودوري أبطال أوروبا.